# Giorgio Vasari
Giorgio Vasari (Arezzo, 30 luglio 1511 – Firenze, 27 giugno 1574) è stato un pittore, architetto e storico dell'arte italiano.
Fu artista poliedrico e uomo di lettere al servizio dei Medici e dei papi, perfetta incarnazione della figura dell'artista colto e versatile del periodo tardo-rinascimentale. Come pittore, di spiccato gusto manierista, fu a capo di importanti cantieri per i Medici tra cui la decorazione del Salone dei Cinquecento di Palazzo Vecchio o, per altre committenze, la decorazione del Salone dei Cento Giorni nel Palazzo della Cancelleria a Roma e alcune pale d'altare per il Convento di Santa Croce a Bosco Marengo. Fu anche un importante architetto: tra le sue opere in questo campo si ricordano il palazzo della Carovana a Pisa e il complesso fiorentino degli Uffizi.
È considerato il primo storico dell'arte dell'Evo Moderno e ha stabilito i fondamenti per la nascita e lo sviluppo della disciplina: il suo nome, infatti, è legato in maniera indissolubile alle Vite, una storia delle tre arti figlie del disegno (pittura, scultura ed architettura), incentrata su Firenze, da Cimabue ai suoi giorni, organizzata per biografie dei singoli artisti e uscita a stampa in due edizioni del 1550 e 1568. Il sistema biografico vasariano rappresentò un modello imprescindibile con cui si confrontò la letteratura storico-artistica per il resto del Cinquecento e per tutto il secolo successivo. La sua opera storiografica determinò in molti casi la fortuna o la sfortuna critica degli artisti menzionati (e, soprattutto, esclusi) e ancora oggi rappresenta la fonte biografica principale per molti artisti per i quali si è conservata scarsa documentazione.
L'archivio di Giorgio Vasari conserva un'enorme mole di documenti, fra cui parte dei materiali usati dallo storico per le Vite nonché la sua corrispondenza privata con numerosi artisti e personalità del tempo, ed è considerato di eccezionale importanza storica. Riscoperto nel 1908 all'interno dell'archivio della famiglia Spinelli e per lungo tempo vittima di una disputa fra lo Stato italiano e i proprietari, che l'hanno nascosto, alienato o parzialmente venduto in Italia e all'estero, nel 2017 è diventato pubblico a seguito di esproprio del Ministero per i beni culturali ed è conservato alla Casa Vasari di Arezzo.
Vasari fu anche un precursore nel collezionismo di disegni, raccogliendo per tutta la vita prove grafiche di numerosi artisti ed organizzandole, come una sorta di storia dell'arte illustrata, nel suo Libro de' disegni. La sua collezione, una volta smembrata, passò poi nelle mani dei più grandi collezionisti del settore, tra cui Lord Arundel, Crozat, Mariette e Jabach. Fu infine il fondatore, insieme con Vincenzo Borghini, dell'Accademia del Disegno di Firenze, la prima accademia d'arte di istituzione pubblica della storia.

## Biografia

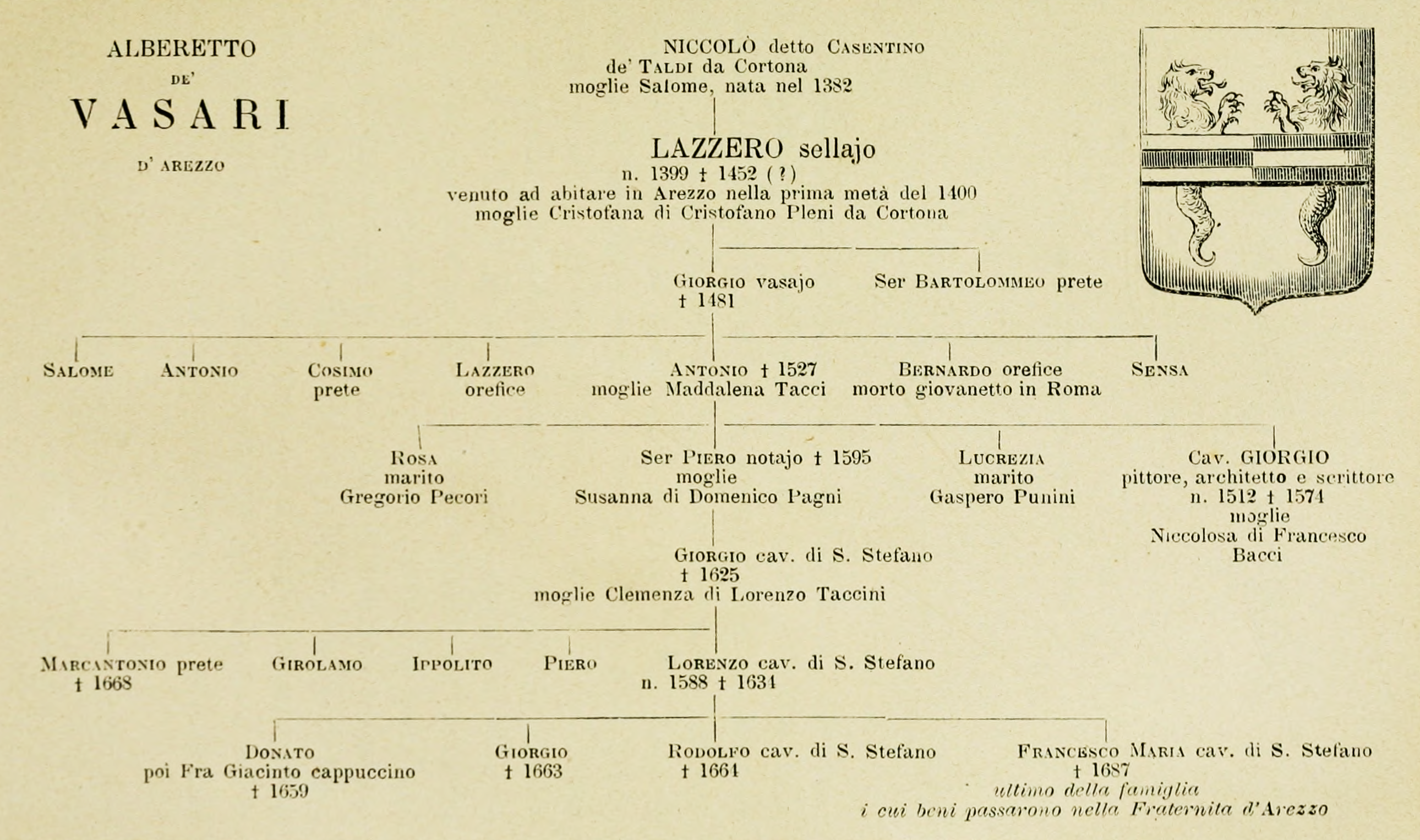
Albero genealogico della famiglia Vasari

### Giovinezza
Giorgio Vasari nacque ad Arezzo il 30 luglio 1511 dal mercante di tessuti Antonio Vasari e da Maddalena Tacci. Ancora giovanissimo frequentò la bottega aretina del francese Guillaume de Marcillat, pittore di vetrate di buon talento; nello stesso periodo, frequentò le lezioni del poligrafo Giovanni Pollio Lappoli, dove ricevette una prima educazione umanistica, e si cimentò anche nell'architettura, realizzando il basamento dell'organo del Duomo detto Nuovo, ove si mostrò assai sensibile alle influenze michelangiolesche della tomba di Giulio II.
Successivamente, il giovane Vasari proseguì gli studi a Firenze, dove giunse per circostanze fortuite al seguito del cardinale cortonese Silvio Passerini, tutore dei rampolli di casa de' Medici, i futuri cardinale Ippolito e duca Alessandro. Introdotto dal Passerini nella cerchia della corte medicea, Vasari approfondì la propria educazione umanistica, passando sotto la guida del letterato Pierio Valeriano; fu, inoltre, un frequentatore assiduo della bottega di Andrea del Sarto e dell'accademia di disegno di Baccio Bandinelli, artisti che gli fornirono strumenti essenziali, quali la perizia disegnativa e la capacità di composizione prospettica. Negli anni fiorentini, che egli ricorderà come i più felici della sua vita, Vasari conobbe inoltre Francesco Salviati, del quale godette l'amicizia per il comune interesse verso le opere dell'antichità classica. Proprio in ragione del loro entusiasmo condiviso i due visitarono Roma tra il 1531 e il 1532; nell'Urbe Vasari, insieme all'amico, studiò i monumenti antichi, le opere di Raffaello e Michelangelo ed i grandi testi figurativi della maniera moderna.

### Gli anni bui

#### La morte del padre

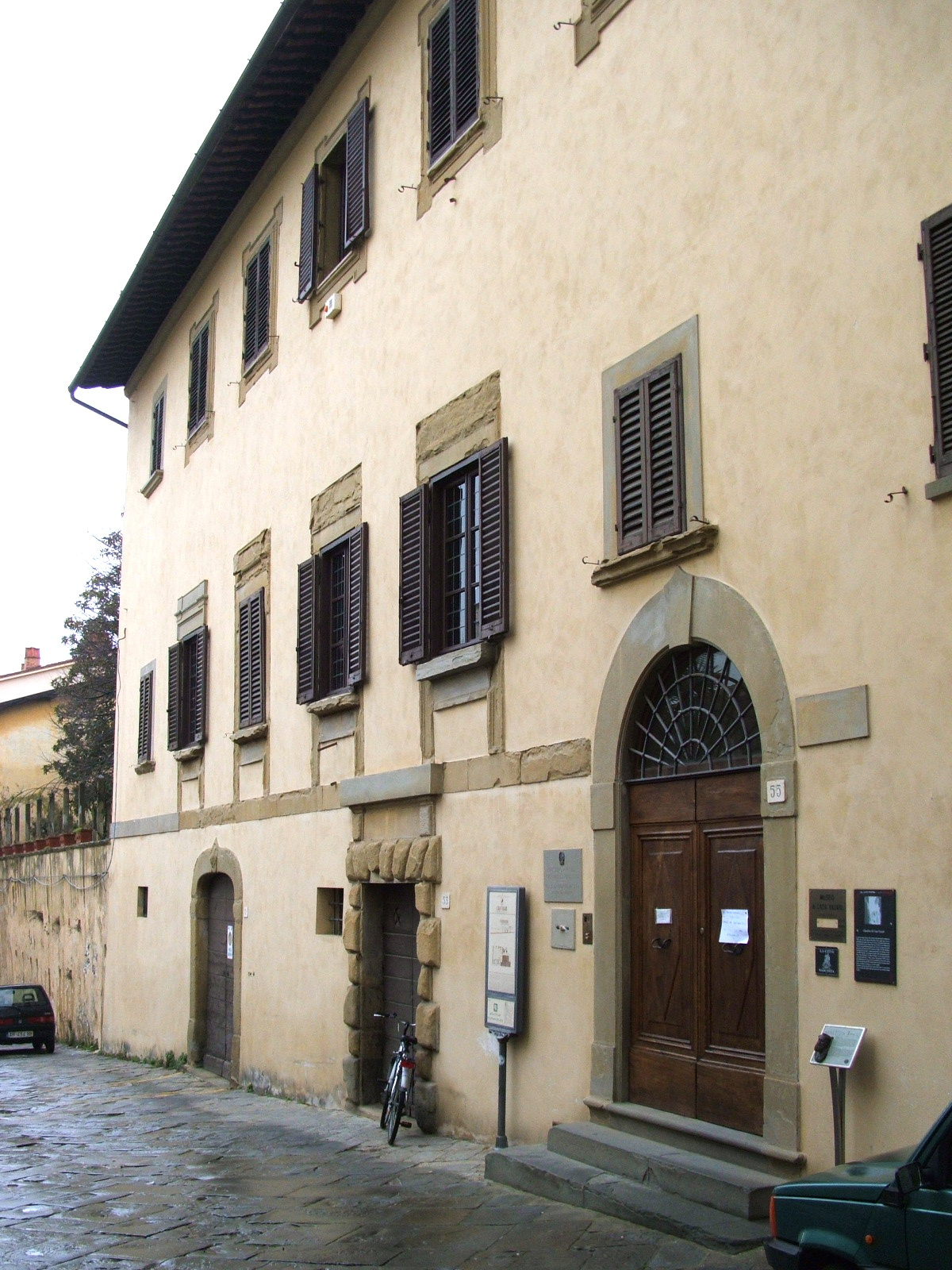
La casa di Giorgio Vasari ad Arezzo, in via XX Settembre 55

L'idillio degli anni fiorentini venne bruscamente spezzato con la morte del padre Antonio, nel 1527; il Vasari, pertanto, affrontò un periodo di nera miseria, ritrovandosi improvvisamente a carico della madre e dei fratelli minori. Per guadagnarsi da vivere, si cimentò nella realizzazione di pale d'altare, destinate ai conventi e ai luoghi di culto di Arezzo e della contrada circostante; furono questi anni aridi e rigidi, allietati solo dall'incontro con Rosso Fiorentino, rifugiatosi ad Arezzo per sfuggire dal sacco di Roma a opera delle truppe dei lanzichenecchi. L'espressività tormentata e visionaria delle pitture manieriste di Rosso influenzò non poco lo stile di Vasari, con suggestioni che ritornano nella gremita composizione della Deposizione, eseguita per la chiesa aretina della Santissima Annunziata, e nel drammatico Cristo portato al sepolcro.
Nel frattempo, con i primi guadagni da pittore la situazione economica familiare si era ormai stabilizzata, sicché Vasari poté finalmente far costruire una casa tra gli orti di borgo San Vito, di piccole dimensioni ma assai fastosa. Questa residenza, oggi adibita a museo, conserva affreschi di pregevole fattura, caratterizzati da una narrazione lieve, distesa, quasi poetica, specialmente nella camera di Abramo (ovvero quella nuziale).

#### La crisi spirituale
Furono questi tuttavia anni assai burrascosi. Vasari, infatti, iniziò ad essere insofferente alla vita di corte, con un conseguente inasprimento dei rapporti con i Medici; questa crisi di fiducia, già manifestatasi nel 1535 con la morte del cardinale Ippolito, divampò nel 1537 all'indomani dell'assassinio del duca Alessandro per volontà di Lorenzino de' Medici. Oppresso da una profonda depressione, Vasari su consiglio di Giovanni Pollastra si trasferì all'Eremo di Camaldoli, ove realizzò pitture per i monaci. La nuova occupazione gli permise non solo di stare più tempo all'aria aperta, ma anche di risolvere la propria crisi in chiave religiosa, conducendo un'esperienza di distacco dal mondo quasi petrarchesca.
Ritrovata la salute nella solitudine eremita, Vasari decise di trasferirsi a Roma, ove giunse nel febbraio 1538, così da perfezionare sul modello antico la propria tecnica pittorica. Pochi mesi dopo l'arrivo nell'Urbe, nella primavera del 1538, gli giunse addirittura l'invito di Ottaviano de' Medici di ritornare a Firenze per rientrare al servizio di Cosimo; Vasari, tuttavia, rifiutò con piena risoluzione, dando avvio a un distacco dai Medici che perdurerà sino al 1554.

### Tra Roma e Firenze

#### Viaggi in penisola italiana

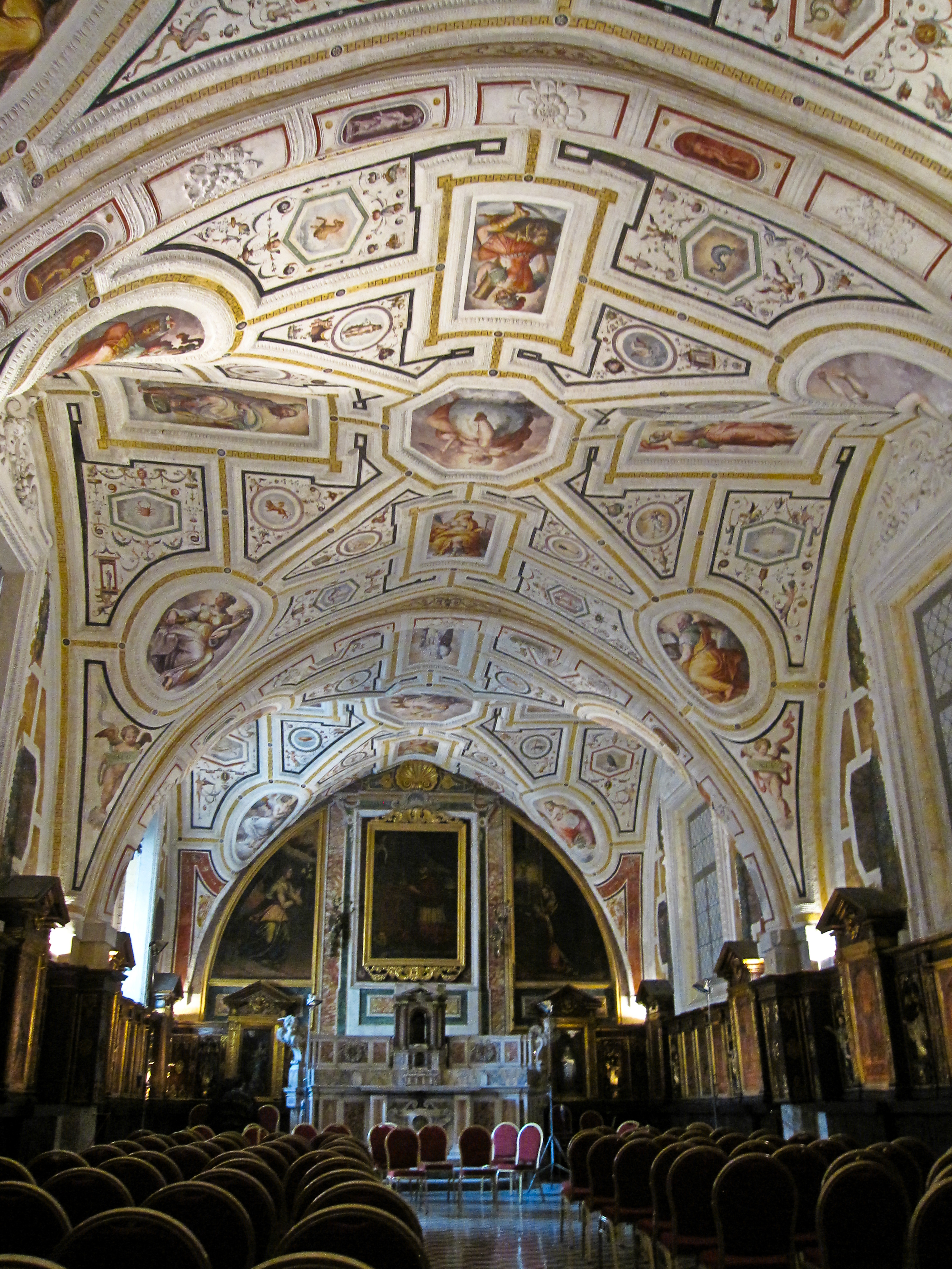
La sacrestia del Vasari nella chiesa di Sant'Anna dei Lombardi, a Napoli

Finalmente, Vasari poté risollevare le sorti della propria carriera artistica, riuscendo a superare quella battuta d'arresto che subì allorquando morirono i suoi due protettori Ippolito e Alessandro. Negli anni successivi fu a Napoli, Venezia (dove realizzò le tavole del soffitto di palazzo Corner Spinelli), Rimini, in Emilia e nel Veneto, e compì regolari ritorni in Toscana, a Firenze e Arezzo soprattutto; questo continuo vagabondare gli servì anche per raccogliere informazioni sull'arte delle varie città italiane, preparando il materiale per l'opera Le vite de' più eccellenti pittori scultori e architettori (la sua più famosa opera), ma fu anche egli stesso un importante canale per la diffusione dello stile manierista nella Penisola, portando, con altri artisti, una "ventata" che ebbe una certa influenza anche nell'opera di maestri affermati come Tiziano. Degno di nota il soggiorno a Napoli, dove lavorò assai alacremente: sue realizzazioni partenopee furono la decorazione del refettorio di Monteoliveto, la realizzazione di dipinti su tavola per la sacrestia di San Giovanni a Carbonara, e operò anche al Duomo e alla cappella della Sommaria in Castel Capuano.

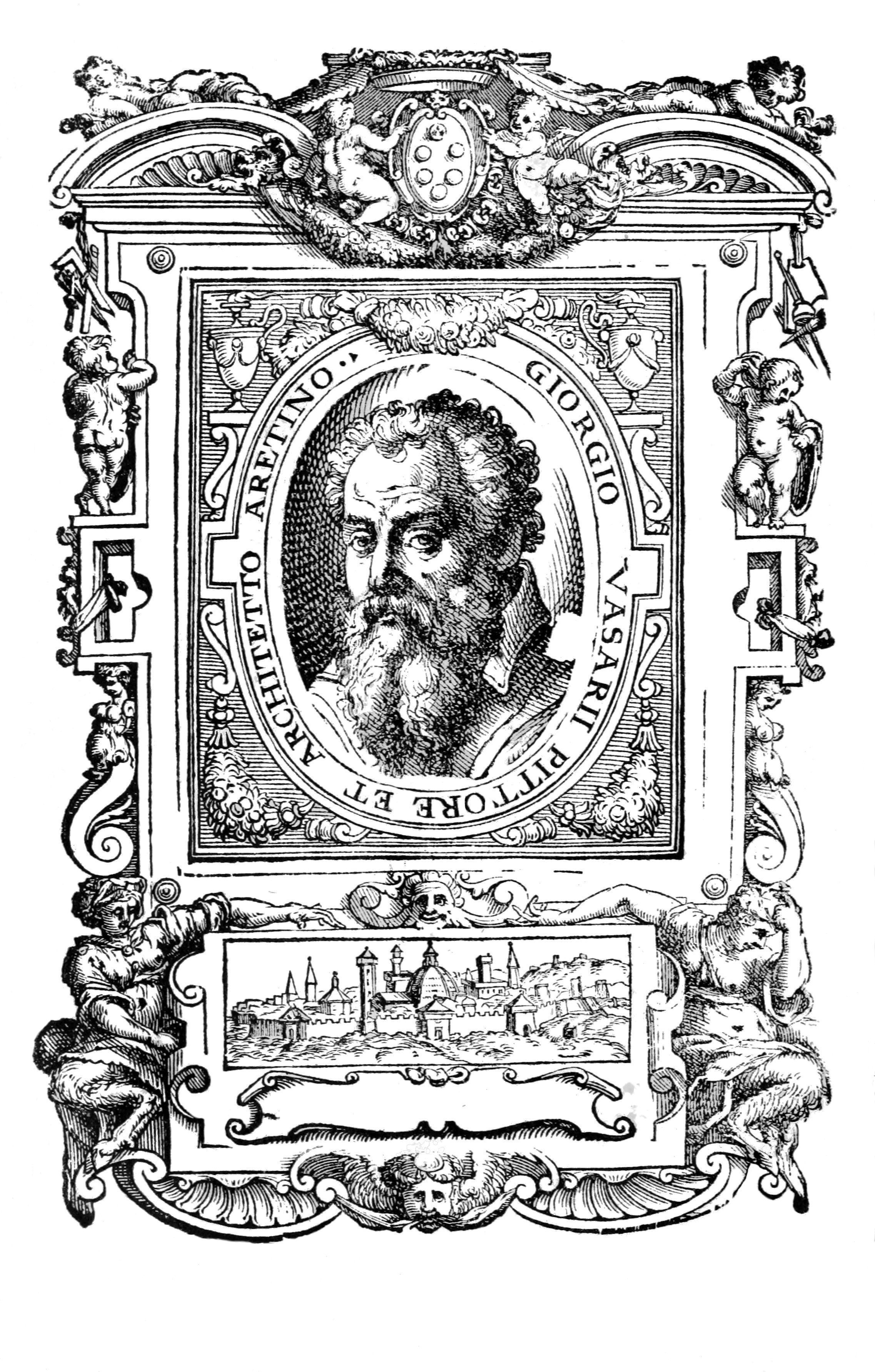
Ritratto di Giorgio Vasari tratto dall'edizione giuntina delle Vite

#### La cerchia di Alessandro Farnese e la prima redazione delleVite
Dopo aver vissuto vagabondando per otto anni, tuttavia, l'ormai trentaquattrenne Vasari si rese conto di dover trovare una sistemazione più stabile. Nell'ottobre del 1545 si trasferì a Roma, dove per intercessione degli amici Paolo Giovio e Annibale Caro divenne il protetto dell'influente duca, Alessandro Farnese; si trattò di una scelta assai ardita, a causa della politica antimedicea condotta dai Farnese, che avrebbe poi costituito un notevole ostacolo per i suoi successivi tentativi di fare ritorno a Firenze. Per conto del Farnese, in ogni caso, Vasari decorò una sala del palazzo della Cancelleria, poi soprannominata «dei Cento Giorni» in ragione del tempo impiegato dall'artista per portare l'opera a compimento, con una serie di affreschi per glorificare gli avvenimenti salienti del pontificato di Paolo III, nonno di Alessandro; quest'opera celebrativa procacciò all'autore grandissima fama ed un cospicuo numero di commissioni.
Vasari, in ogni caso, approdò in un ambiente ricco di stimoli culturali e fermenti letterari: fu proprio il cenacolo di scrittori riuniti attorno ai Farnese ad ispirargli, tra il 1545 e il 1547, la composizione della prima redazione delle Vite, una raccolta di biografie di artisti da Cimabue ai suoi tempi, che ricopre l'intero canone artistico tra il Trecento e il Cinquecento. Nel corso della stesura delle Vite utilizzò la sua straordinaria raccolta di disegni e di schizzi di artisti italiani, che fu dispersa dopo la sua morte. Oggi fogli sparsi di questa collezione, conosciuta come il Libro de' disegni di Giorgio Vasari, si trovano in una decina di raccolte pubbliche.
La prima redazione delle Vite era già pronta nel 1547; proprio nello stesso anno, tuttavia, intrecciò una relazione sentimentale con Maddalena Bacci, con la quale arrivò ad avere due figli illegittimi. Per evitare che la cosa si sapesse e suscitasse scandalo, l'amore (seppur intenso) non si concluse con un matrimonio: al contrario, Maddalena sposò un capitano delle milizie ducali, mentre Vasari convolò a nozze con la sorella di lei, Niccolosa, all'epoca appena undicenne. Data la giovane età della sposa, nel 1550 Vasari convenne di tornare a Firenze; fu così che prese la decisione di affidare la stampa delle Vite ai torchi dei Torrentino, e a dedicare l'intera opera a Cosimo I de' Medici, sperando in questo modo di entrare nelle sue grazie.

### Nel segno di Cosimo de' Medici

#### Architetto di corte

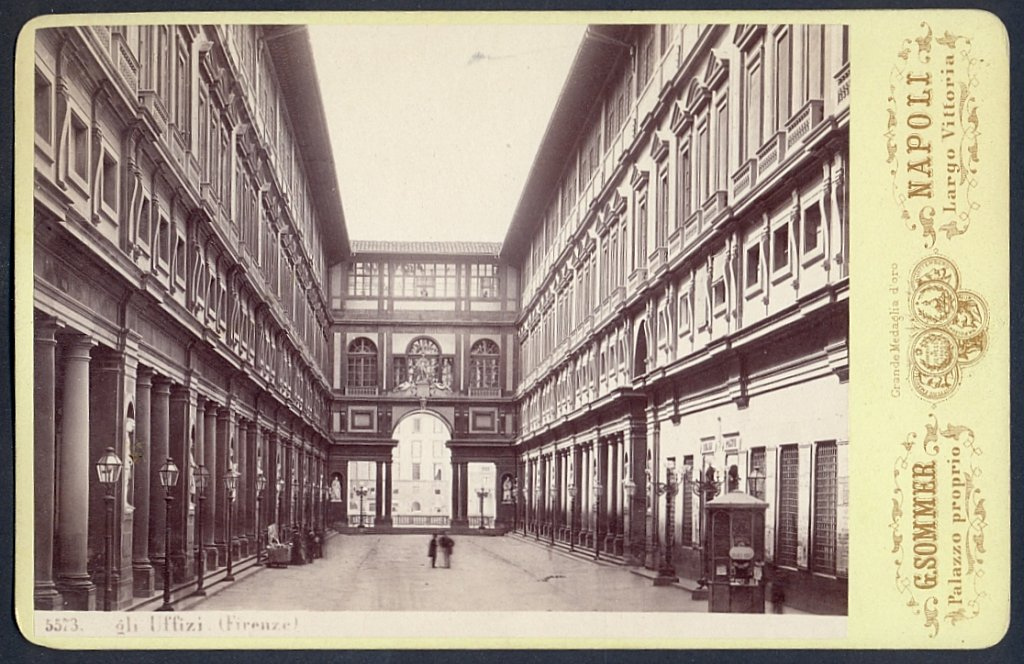
Fotografia di Giorgio Sommer raffigurante il complesso degli Uffizi, edificato da Vasari nel 1560

Dal 1550 al 1553 Vasari fu ancora a Roma, dove realizzò la cappella Del Monte in San Pietro in Montorio e villa Giulia. Spinto dalla volontà di svincolarsi dal nuovo pontefice Giulio III, scarso committente non certo all'altezza del suo predecessore e di Alessandro Farnese, nel novembre 1553 Vasari si trasferì ad Arezzo insieme alla moglie. In questo modo, l'aretino divenne l'artista prediletto di Cosimo de' Medici, con il quale strinse una viva e duratura amicizia. Vasari lavorò come architetto, pittore e scenografo per conto di Cosimo, che sfruttando il talento dell'aretino intendeva dare una veste più consona a Firenze, conferendole la dignità di sede ducale.
Nel 1554 il Vasari rinnovò il vetusto palazzo della Signoria, che versava in precarie condizioni di conservazione e che si intendeva ammodernare in occasione del trasferimento di Cosimo e della sua corte. Il Medici chiamò a sé Vasari anche nel 1560, per edificare un polo edilizio dove accogliere gli uffici amministrativi e giudiziari di Firenze, il complesso degli Uffizi (dove «uffizi» sottolinea proprio la destinazione originaria); del 1565, invece, è il Corridoio vasariano, un percorso preparato per raccordare gli appartamenti granducali del palazzo della Signoria a quelli che si stavano preparando nel vicino Palazzo Pitti, recentemente acquistato da Cosimo e adibito a residenza regia. Sempre in questo giro d'anni, infine, Vasari istituì con il patrocinio di Cosimo l'Accademia dell’Arte e del Disegno (1563), diresse la ristrutturazione delle basiliche di Santa Croce e Santa Maria Novella e a Pisa progettò i palazzi dell'Ordine di Santo Stefano, tra i quali spicca soprattutto il palazzo della Carovana.

#### La seconda edizione delleVite

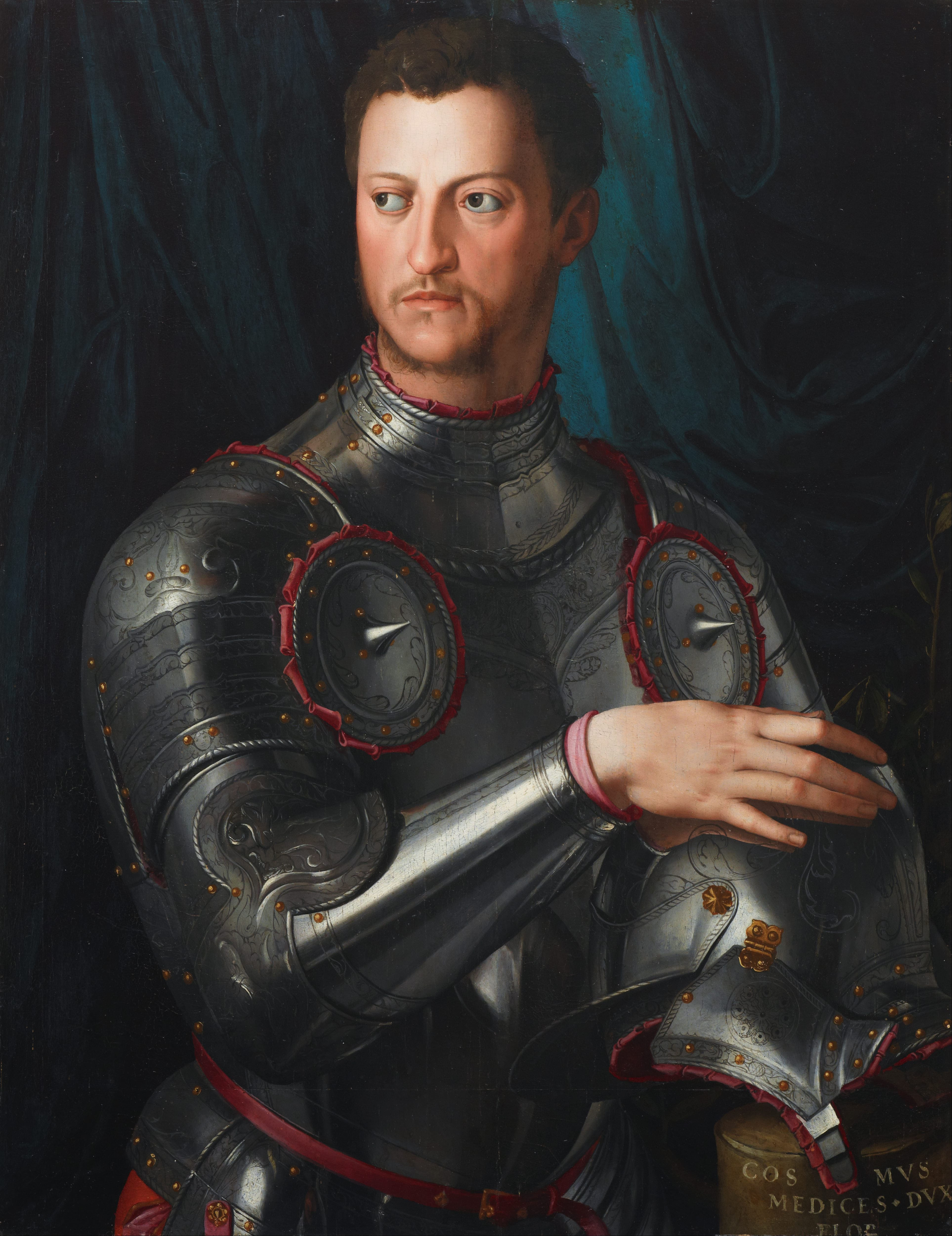
Bronzino, Cosimo I de' Medici in armatura (circa 1545)

L'incessante operosità di Vasari si estese anche al piano letterario. Fra l'aprile e il giugno del 1566, infatti, egli continuò le proprie peregrinazioni in giro per l'Italia, visitando l'Umbria, le Marche, l'Emilia-Romagna, la Lombardia e il Veneto; in questo modo egli poté raccogliere informazioni precise ed elementi visivi e documentari per arricchire e revisionare le Vite.  Si giunse, così, alla seconda edizione delle Vite, pubblicata dalla famiglia di stampatori fiorentini Giunti nel 1568. L'edizione giuntina presentò numerosi cambiamenti: oltre ad accludere l'autobiografia dello stesso Vasari, infatti, venne arricchita con diverse biografie degli artisti di quel tempo. Cruciale fu la revisione della biografia di Michelangelo Buonarroti, scomparso il 18 febbraio 1564, nel quale l'aretino riconobbe il culmine delle potenzialità espressive dell'arte.

### Gli ultimi anni
Ormai al culmine della celebrità, Vasari in questo periodo ricevette numerose commissioni: fra queste, degna di nota è la realizzazione dello Studiolo in Palazzo Vecchio, dove Francesco I de' Medici intendeva raccogliere esemplari rari o bizzarri di storia naturale o artefatti.
Nel 1572, invece, Cosimo de' Medici affidò a Vasari la progettazione delle logge di Arezzo e la decorazione ad affresco della cupola del Duomo di Firenze, che venne realizzata solo per un quinto. Fu quest'ultimo incarico a concludere il duraturo e stretto rapporto di amicizia e mecenatismo che legò Cosimo al Vasari: il Duca si spense infatti nell'aprile del 1574, e anche il Vasari morì a Firenze il 27 giugno dello stesso anno. I suoi resti vennero inceneriti in un'urna poi collocata sotto il pavimento della chiesa aretina di Santa Maria della Pieve. Di seguito è riportato l'atto di morte:

## Produzione pittorica, architettonica e letteraria

### Vasari storiografo: leVite

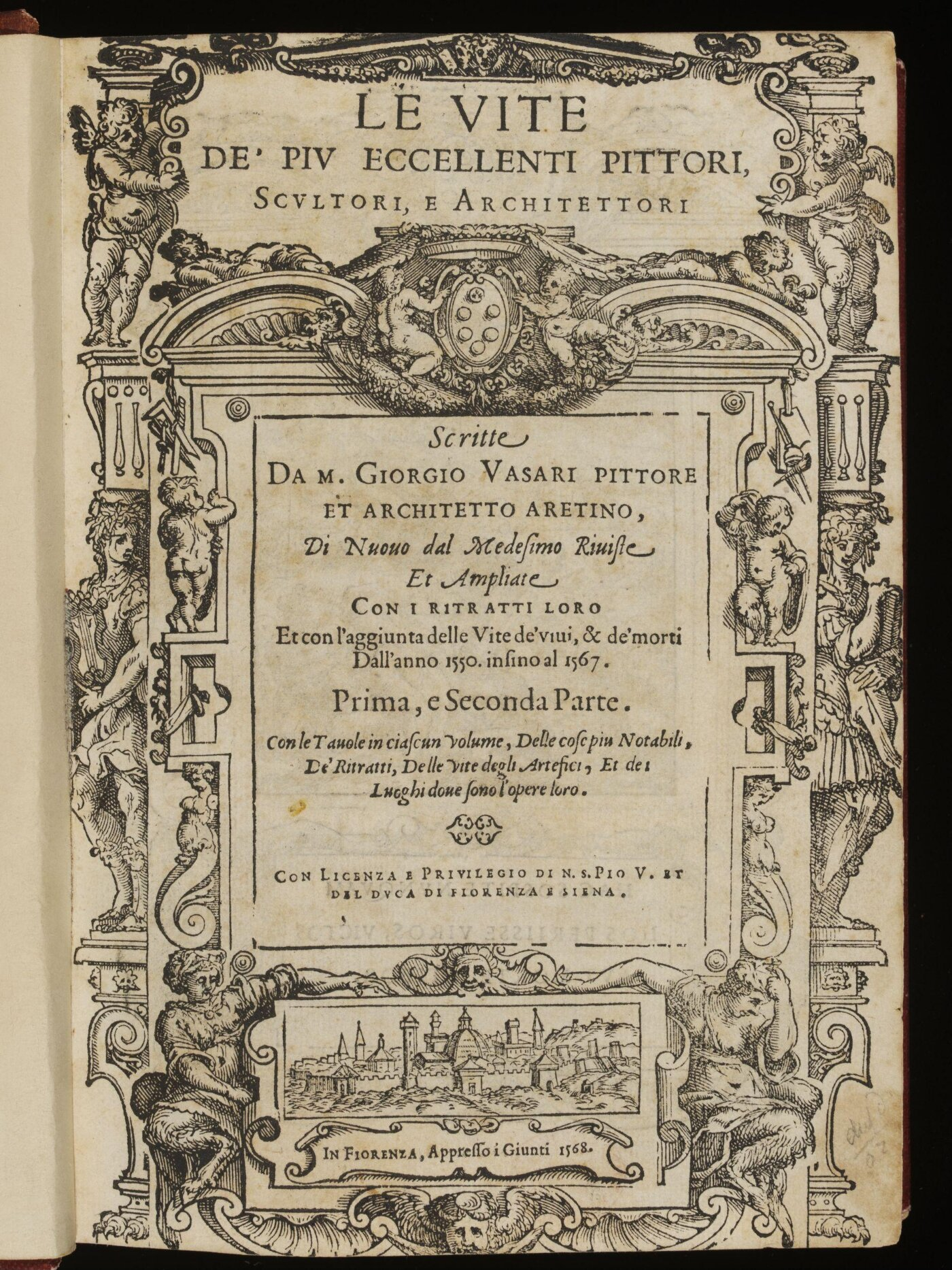
Frontespizio della prima e seconda parte delle Vite nell'edizione giuntina del 1568

La fama maggiore del Vasari oggi è legata al trattato delle Vite de' più eccellenti pittori, scultori e architettori italiani, da Cimabue insino a' tempi nostri, pubblicato nel 1550 e riedito con aggiunte nel 1568. L'opera, preceduta da un'introduzione di natura tecnica e storico-critica sulle tre arti maggiori (architettura, scultura e pittura) è una vera e propria pietra miliare della storiografia artistica, punto di partenza tutt'oggi imprescindibile per lo studio della vita e delle opere dei più di 160 artisti descritti.
La prima edizione, pubblicata a Firenze dall'editore ducale Lorenzo Torrentino nel 1550 e dedicata al granduca Cosimo I de' Medici, includeva un prezioso trattato sui metodi tecnici impiegati nelle varie arti. Fu in parte riscritto e arricchito nel 1568, con l'aggiunta di xilografie di ritratti degli artisti, taluni ipotetici.
La seconda edizione giuntina, con l'aggiunta di integrazioni e di correzioni, è quella che ha riscosso più successo e diffusione, con le sue 18 edizioni italiane ed 8 traduzioni straniere, a fronte di una sola edizione dell'opera originaria.
Un proemio introduce ognuna delle tre parti. Descrive vite ed opere degli artisti da Cimabue in poi, sostenendo che solo gli artisti fiorentini hanno fatto rinascere l'arte dal buio del Medioevo, talvolta esponendo idee per partito preso. Si può comunque dire che Vasari con quest'opera sia stato l'iniziatore della critica artistica e molti artisti toscani devono la loro celebrità internazionale all'opera di valorizzazione e divulgazione da lui iniziata, molto prima che si cominciassero a studiare altre scuole, seppur altrettanto importanti (come la scuola romana del Duecento, la pittura dell'Italia settentrionale del Quattro e Cinquecento), ma tutt'oggi sconosciute al pubblico non specializzato.
Come primo storico dell'arte italiana iniziò il genere, tuttora in voga, dell'enciclopedia di biografie artistiche. Vasari coniò il termine «Rinascita», sebbene vi fosse già una certa consapevolezza del fenomeno artistico che stava avvenendo sin dai tempi di Leon Battista Alberti.

### Vasari architetto
Vasari è stato anche un notevole architetto, realizzando architetture di un certo pregio: di queste, degni di nota sono il complesso degli Uffizi, a Firenze, ed il pisano Palazzo della Carovana.
Inizialmente destinato ad accogliere le tredici magistrature da cui dipendeva l'amministrazione statale, il complesso degli Uffizi presenta una forma a U, con la singolare ed aulica piazza oblunga definita da due corpi di fabbrica paralleli porticati e da uno più piccolo ortogonale in testata. Gli Uffizi, fondati «in sul fiume e quasi in aria», presentano un aspetto insieme elegante e severo, giocato sul contrasto fra il grigio della pietra serena ed il bianco dell'intonaco. Un concorso di elementi architettonici e decorazioni, invece, contribuisce a conferire all'edificio luminosità e slancio: il portico costituito da colonne doriche e pilastri nel loggiato terreno, le finestre quadrate di piccole dimensioni inserite fra mensole spianate al mezzanino, i finestroni balconati al primo piano, le colonne e il parapetto della loggia superiore e infine la grande sporgenza del tetto.
Il palazzo della Carovana, a Pisa, venne invece edificato tra il 1562 e il 1564 ristrutturando l'antico Palazzo degli Anziani, che insisteva sullo stesso sito. Vasari regolarizzò la disomogenea facciata medievale, fondendo architettura, scultura e pittura. Per la facciata disegnò graffiti con figure allegoriche e segni zodiacali, eseguiti da Tommaso Battista del Verrocchio e Alessandro Forzori, che però furono ridipinti nei secoli XIX e XX.

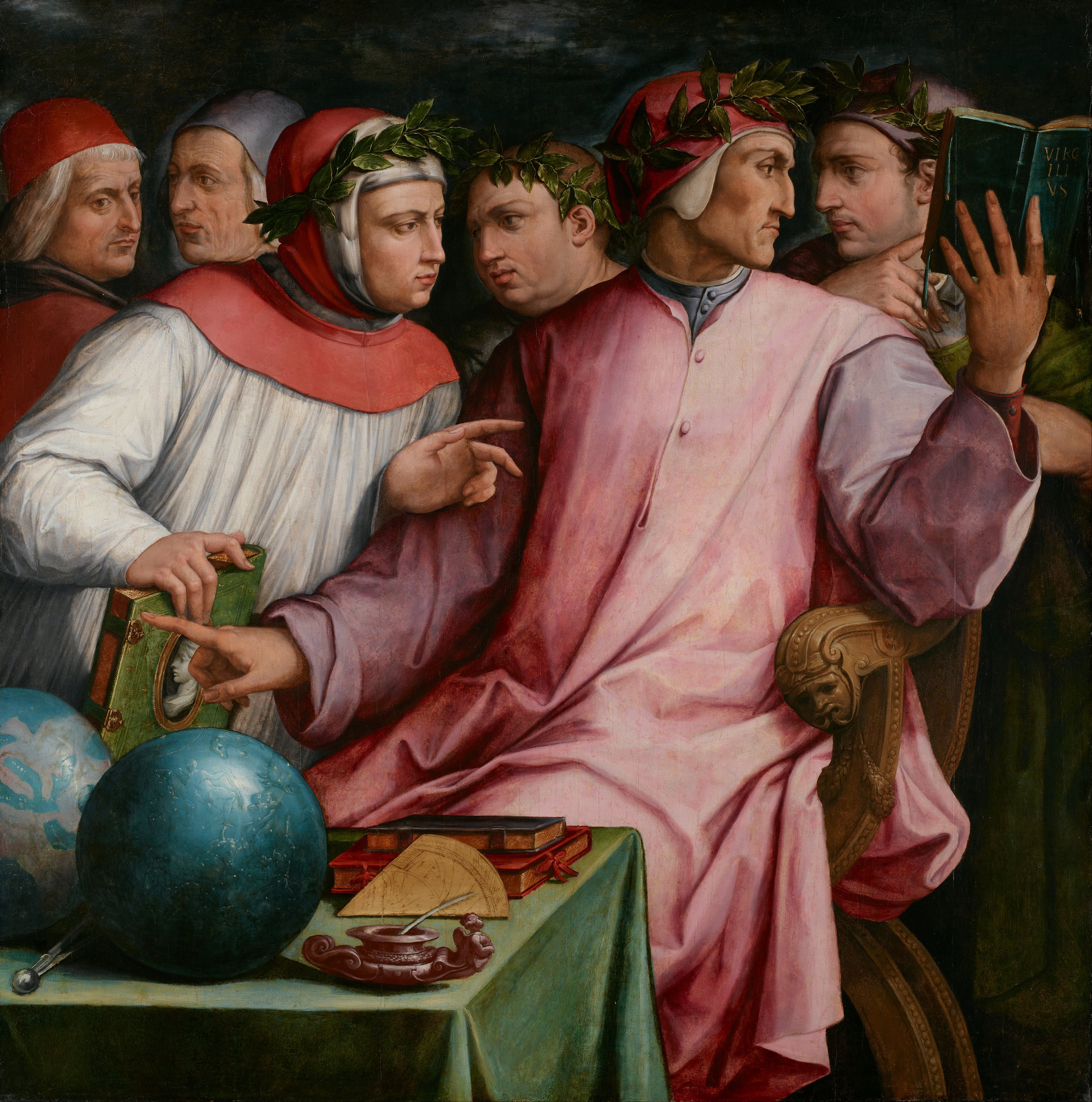
Giorgio Vasari, Sei poeti toscani, pittura a olio, 1544

### Vasari pittore
Vasari fu un artista poliedrico e assai prolifico, e godette di discreta fama in vita. Tuttavia, seppure avesse capacità inventiva e grande erudizione, non fu molto considerato dai critici successivi. A confronto con i geni delle arti suoi contemporanei, quali Leonardo, Michelangelo e Raffaello, i critici trovarono la sua pittura non particolarmente originale o di qualità. Il suo tratto denota una grande rapidità d'esecuzione (gli venne rimproverata anche da Michelangelo negli affreschi della Sala dei Cento Giorni alla Cancelleria, della quale abbiamo già parlato), tendenza alla ripetizione di figure, gesti, posizioni, carattere scenografico nelle architetture, complicazione di significati, tendenza più alla narrazione che all'espressione, ma senza particolare pathos o inventiva.
Può essere considerato fra i maggiori manieristi tosco-romani e in questo ebbe particolare influenza a Venezia, dove si recò nel 1541 per realizzare l'allestimento teatrale della Talanta di Pietro Aretino. In questa attività di scenografo e architetto teatrale operò intensamente a Firenze dal 1536 al 1565; un'esperienza particolarmente importante che ha tracce nella sua pittura (ad esempio a Roma nella Sala dei Cento Giorni e nella Sala Regia in Vaticano), ma anche in quella dei suoi collaboratori, come Livio Agresti.